# Manuel Vázquez de Parga Somoza
Manuel Vázquez de Parga Somoza (Sancobad, 1828-Madrid, 1908) fue un político español. Ostentó el título nobiliario de conde de Pallares.

## Biografía
Nacido el 13 de junio de 1828 en la parroquia lucense de Sancobad, heredó en 1857 el condado de Pallares, fundado en 1816. Obtuvo escaño de diputado en 1857 y 1863, por Lugo y Mondoñedo, y en 1871 y 1872 por Villalba. Volvió a obtener escaño de diputado en las primeras Cortes de la Restauración, de nuevo por Villalba. Fue senador vitalicio primero entre 1864 y 1868; tras la Restauración volvió a ocupar dicho cargo desde 1877 hasta su muerte.  En 1876 era consejero de Instrucción Pública y entre 1880 y 1881 director de Propiedades, además de consejero de Estado entre 1884 y 1885. Fue condecorado con una gran cruz de Isabel la Católica, además de los honores de maestrante de Ronda y gentilhombre de cámara desde 1858.
Miembro correspondiente de la Real Academia de la Historia, durante el sexenio democrático formó parte de la oposición alfonsina. Procedía del partido moderado y tras la Restauración pasó a militar en el partido conservador. Era contrario al sufragio universal y al Jurado, y respecto a la venta de montes públicos opinaba que debía estudiarse con detenimiento una clasificación para formar acertado juicio acerca de los que convenía conservar. Era partidario de la revisión de tratados de comercio y de la conversión de la deuda de Cuba, y «no rechazaría las reformas militares que fueran muy meditadas». Fallecido en Madrid en la madrugada del 12 de noviembre de 1908, habría sido enterrado en la sacramental de San Lorenzo.